# Einsiedel (Familienname)
Einsiedel ist ein deutscher Familienname.

## Herkunft und Bedeutung
Einsiedel ist in seiner Hauptbedeutung wohl ein Herkunftsname, der sich vom Siedlungsnamen Einsiedel (mehrfach in Deutschland, vor allem in Sachsen und Bayern) ableitet.

## Namensträger
- August von Einsiedel (1754–1837), deutscher Afrika- und Naturforscher und Philosoph
- Curt von Einsiedel (Diplomat) (1597–1668), Beamter und Diplomat, kursächs. Gesandter beim Friedenskongress in Münster und Osnabrück
- Curt Haubold von Einsiedel (1792–1829), sächsischer Offizier
- Curt Heinrich von Einsiedel (1662–1712), königlich-polnischer und kurfürstlich-sächsischer Geheimer Rat
- Curt Hildebrand von Einsiedel (1758–1834), königlich sächsischer Generalmajor der Infanterie, zuletzt Kommandant der Residenz Dresden
- Detlev von Einsiedel (1773–1861), deutscher Politiker, Kabinettsminister im Königreich Sachsen
- Detlev Carl von Einsiedel (1737–1810), sächsischer Staatsmann und Eisenhüttenunternehmer
- Detlev Heinrich von Einsiedel (1698–1746), königlich-polnischer und kurfürstlich-sächsischer Kammerherr
- Eckehard Einsiedel (1940–2021), deutscher Psychologe
- Ernst Einsiedel (* 1941), deutscher Fußballspieler
- Friedrich Hildebrand von Einsiedel (1750–1828), deutscher Kammerherr und Schriftsteller
- Georg Curt von Einsiedel (1823–1887), sächsischer Beamter, Amtshauptmann und Reichstagsabgeordneter
- Gottfried Emanuel von Einsiedel (1690–1745), preußischer Generalleutnant
- Haubold von Einsiedel (Kreishauptmann) (1644–1712), kursächsischer Kreishauptmann
- Haubold von Einsiedel (Politiker) (1792–1867), sächsisches Landtagsabgeordneter
- Heinrich von Einsiedel (Politiker) (1768–1842), deutscher Graf und Politiker
- Heinrich von Einsiedel (1921–2007), deutscher Politiker und Autor
- Heinrich Hildebrand von Einsiedel (Stifter) (1497–1557), kursächsischer Rat und Stifter
- Heinrich Hildebrand von Einsiedel (Geheimrat, 1622) (1622–1675), deutscher Adliger und Richter
- Heinrich Hildebrand von Einsiedel (Geheimrat, 1658) (1658–1731), deutscher Adliger, Richter und Hofbeamter
- Horst von Einsiedel (1905–1947), deutscher Jurist und Widerstandskämpfer gegen den Nationalsozialismus
- Horst Einsiedel (Maueropfer) (1940–1973), Todesopfer an der Berliner Mauer
- Horst-Hildebrandt von Einsiedel (1904–1945), deutscher Verwaltungsbeamter
- Ingeborg von Einsiedel (1917–2002), deutsche Grafikerin
- Jobst von Einsiedel (um 1420 – um 1476), Geheimsekretär des böhmischen Königs Georg von Podiebrad
- Johann Georg von Einsiedel (Politiker) (1848–1931), deutscher Standesherr und Politiker
- Johann Georg Friedrich von Einsiedel (1730–1811), deutscher Politiker und Diplomat
- Johann George von Einsiedel (1692–1760), Erster Hofmarschall in Dresden
- Karl von Einsiedel (1770–1841), sächsischer Diplomat
- Konrad von Einsiedel (1597–1668), deutscher Jurist und Gesandter des Erzstifts Magdeburg
- Kurt Einsiedel (Radsportler) (1907–1960), deutscher Radrennfahrer
- Kurt Haubold von Einsiedel (1825–1886), sächsischer Generalleutnant
- Kurt Heinrich Ernst von Einsiedel (1811–1887), deutscher Pferdezüchter, Autor und Politiker, MdL
- Ludwig von Einsiedel (* um 1554 – 1608), deutscher Kapuziner und Gegenreformator
- Orlando von Einsiedel (* 1980), britischer Dokumentarfilmer
- Ulf Einsiedel (* 1967), deutscher Fußballspieler